# Jiří Hanke
Jiří Hanke (Vrdy, 12 december 1924 – Lausanne, 11 december 2006) was een voormalig Tsjecho-Slowaaks voetballer en voetbaltrainer. Hij was in het seizoen 1961/62 assistent-trainer van coach Denis Neville bij de Nederlandse voetbalclub Sparta.
Hij zou in het seizoen 1962/63 hoofdtrainer worden van Xerxes. Dit ging op het laatste moment niet door omdat Hanke niet over de vereiste licentie bleek te beschikken. Xerxes trok Branko Vidović als vervanger aan.